# Mirounga Flats
Koordinaten: 60° 42′ S, 45° 36′ W
Die Mirounga Flats sind eine von den Gezeiten geprägte, schlammige Ebene, die sich in der Borge Bay im Nordwesten von Signy Island im Archipel der Südlichen Orkneyinseln befindet. Während sie im Norden und Westen durch die Küstenlinie von Signy Island begrenzt wird, stellen im Osten die Thule-Inseln ihre Begrenzung dar.
Wissenschaftler der britischen Discovery Investigations nahmen 1933 grobe Vermessungen vor. Mitarbeiter des Falkland Islands Dependencies Survey präzisierten dies 1947 und benannten die Ebene auch. Namensgebend sind die Südlichen See-Elefanten (Mirounga leonina), welche diese Ebene in der Zeit ihres Fellwechsels aufsuchen.